# Blendkörper
Der Blendkörper (kurz: BK) war eine Rauchgranate der Wehrmacht im Zweiten Weltkrieg.

## Technische Daten
Eingeordnet wurde der Blendkörper zur Nebelmunition. Er bestand aus einem birnenförmigen, äußeren Glasbehälter mit den Nebelstoffen Titantetrachlorid und Siliziumtetrachlorid. In diesem äußeren Behälter befand sich ein kleineres Glasrohr. Dieses war mit einer kältebeständigen Salzlösung (Calciumchlorid) gefüllt und verbesserte die Nebelwirkung. Um eine bessere Handhabung und herauslösen aus der Verpackung zu gewährleisten, war der Verschluss mit Rillen versehen. Das Gewicht des Blendkörpers mit Inhalt betrug 370 g. Dieser war bis zu einer Temperatur von −40 °C einsetzbar.

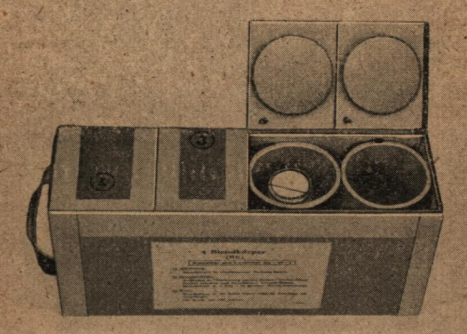
Pappschachtel für vier Blendkörper

Transportiert wurden immer vier Blendkörper in einer vierfach unterteilten Pappschachtel. Verschlossen war die Schachtel mit Papierklebestreifen, welche eingebaute Reißfäden zur leichteren Öffnung hatten. In einer großen Packkiste konnten bis zu elf Pappschachteln transportiert werden.

## Einsatz
Der Blendkörper wurde hauptsächlich zum Blenden der Besatzungen feindlicher Panzer eingesetzt. Zweckmäßigerweise wurde dieser gegen den Turmdrehkranz, die Sehschlitze, die Optiken oder ähnliches beim Panzer geworfen. Beim Auftreffen zerschellte der Blendkörper und hinterließ dort eine haftende, nachnebelnde Masse. Innerhalb von 15 bis 20 Sekunden wurde eine starke Nebelwolke erschaffen. Danach nebelte der restliche Stoff nur noch leicht nach.
Dennoch war der Einsatz des Blendkörpers sehr effektiv und einfach. Dadurch war es sogar möglich, einzelne Panzer unzerstört zu erbeuten. Die Reizwirkung der in Panzer eingedrungenen Nebelmasse war so stark, dass die Besatzungen den Panzer verlassen mussten, da der Stoff starken Husten auslöste. Im Freien war der Nebel an sich jedoch unschädlich und die Wirkung des im Fahrzeug eingeatmeten Rauches verflog sehr schnell. Ein weiterer Effekt auf die Besatzungen war, dass der Nebelstoff die Kleidung zerfraß. Auf der Haut selber gab es kaum Wirkung, direkt in die Augen jedoch, führte es zu starken Reizungen. Eine Brand- oder Explosionsgefahr bestand bei dem Blendkörper allerdings nie.